# Бромистий етидій
Ети́дій бромі́д, бро́мистий ети́дій (іноді скорочується як EtBr, але це ж скорочення застосовується для бромоетану) — інтеркаляційний агент, що зазвичай використовується як фарбник нуклеїнових кислот в лабораторних методах дослідження з молекулярної біології, наприклад гелевому електрофорезі. Під ультрафіолетом він яскраво флюоресцує в червоно-оранжевому діапазоні, інтенсивність флюоресценції збільшується приблизно 20-разово при зв'язуванні з ДНК. Бромистий етидій, ймовірно є дуже сильним мутагеном, і, можливо, канцерогеном або тератогеном (хоча це ніколи не було експериментально доведено).